# Quellhangmoor Lohfiert
Quellhangmoor Lohfiert este o arie protejată (arie specială de conservare — SAC, sit de importanță comunitară — SCI) din Germania întinsă pe o suprafață de 8,6 ha, integral pe uscat.

## Localizare
Centrul sitului Quellhangmoor Lohfiert este situat la coordonatele 54°00′45″N 9°33′32″E / 54.0125°N 9.5589°E.

## Înființare
Situl Quellhangmoor Lohfiert a fost declarat sit de importanță comunitară în septembrie 2004 pentru a proteja un număr necunoscut de specii din flora spontană și fauna sălbatică aflate în arealul zonei. Situl a fost protejat și ca arie specială de conservare în ianuarie 2010.

## Biodiversitate
Situată în ecoregiunea atlantică, aria protejată conține 1 habitat natural: Mlaștini turboase de tranziție și turbării mișcătoare.
La baza desemnării sitului se află un număr nedeclarat de specii protejate: